# Liuksiala

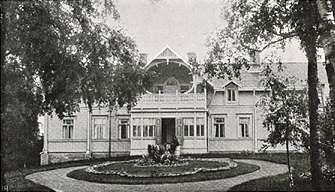
Liuksiala år 1910

Liuksiala är en kungsgård belägen i finländska landskapet Birkaland, i Kangasala kommun, nära Tammerfors. Godset är historiskt känt därför att kung Erik XIV:s fru Karin Månsdotter bodde där fram till sin död 1612, efter att Erik avlidit (troligen giftmördad) 1577. Den nye kungen Johan III gav änkan godset samt 26 omgivande skattehemman som förläning på livstid. I gengäld skulle hon avstå från alla framtida anspråk på den svenska tronen.
Efterhand donerade Johan III ännu fler gårdar i regionen till Karin Månsdotter, som av allt att döma hade det ekonomiskt mycket gott ställt resten av livet. Efter Karin Månsdotters död innehade dottern Sigrid Eriksdotter Vasa Liuksiala och sedan hennes son Åke Tott.